# Acalypha obscura
Acalypha obscura är en törelväxtart som beskrevs av Johannes Müller Argoviensis. Acalypha obscura ingår i släktet akalyfor, och familjen törelväxter. Inga underarter finns listade i Catalogue of Life.